# Togo na Zimních olympijských hrách 2018
Togo se účastnilo Zimních olympijských her 2018 v Pchjongčchangu v Jižní Koreji od 9. do 25. února 2018.

## Počty účastníků podle sportovních odvětví
Počet sportovců startujících v jednotlivých olympijských sportech:
| Sport         | Muži | Ženy | Celkem |
| ------------- | ---- | ---- | ------ |
| Běh na lyžích | 0    | 1    | 1      |

## Výsledky sportovců

### Alpské lyžování
Za Togo se kvalifikovala jedna lyžařka, Alessia Afi Dipolová, ale rozhodla se nezúčastnit.

### Běh na lyžích
Svou zemi reprezentovala Mathilde-Amivi Petitjeanová.
Distanční závody - ženy
| 10 km volně | Mathilde-Amivi Petitjeanová | 32:35,2 | +7:34,7 | 83. |

Sprint - ženy
| Závod               | Sportovci                | Kvalifikace | Kvalifikace | Čtvrtfinále  | Čtvrtfinále  | Semifinále   | Semifinále   | Finále       | Finále       | Celkově |
| Závod               | Sportovci                | Čas         | Pořadí      | Čas          | Pořadí       | Čas          | Pořadí       | Čas          | Pořadí       | Celkově |
| ------------------- | ------------------------ | ----------- | ----------- | ------------ | ------------ | ------------ | ------------ | ------------ | ------------ | ------- |
| Sprint jednotlivkyň | Mathilde-Amivi Petitjean | 3:45,93     | 59.         | Nepostoupila | Nepostoupila | Nepostoupila | Nepostoupila | Nepostoupila | Nepostoupila | 59.     |